# Valencienner Straße 221 (Gürzenich)

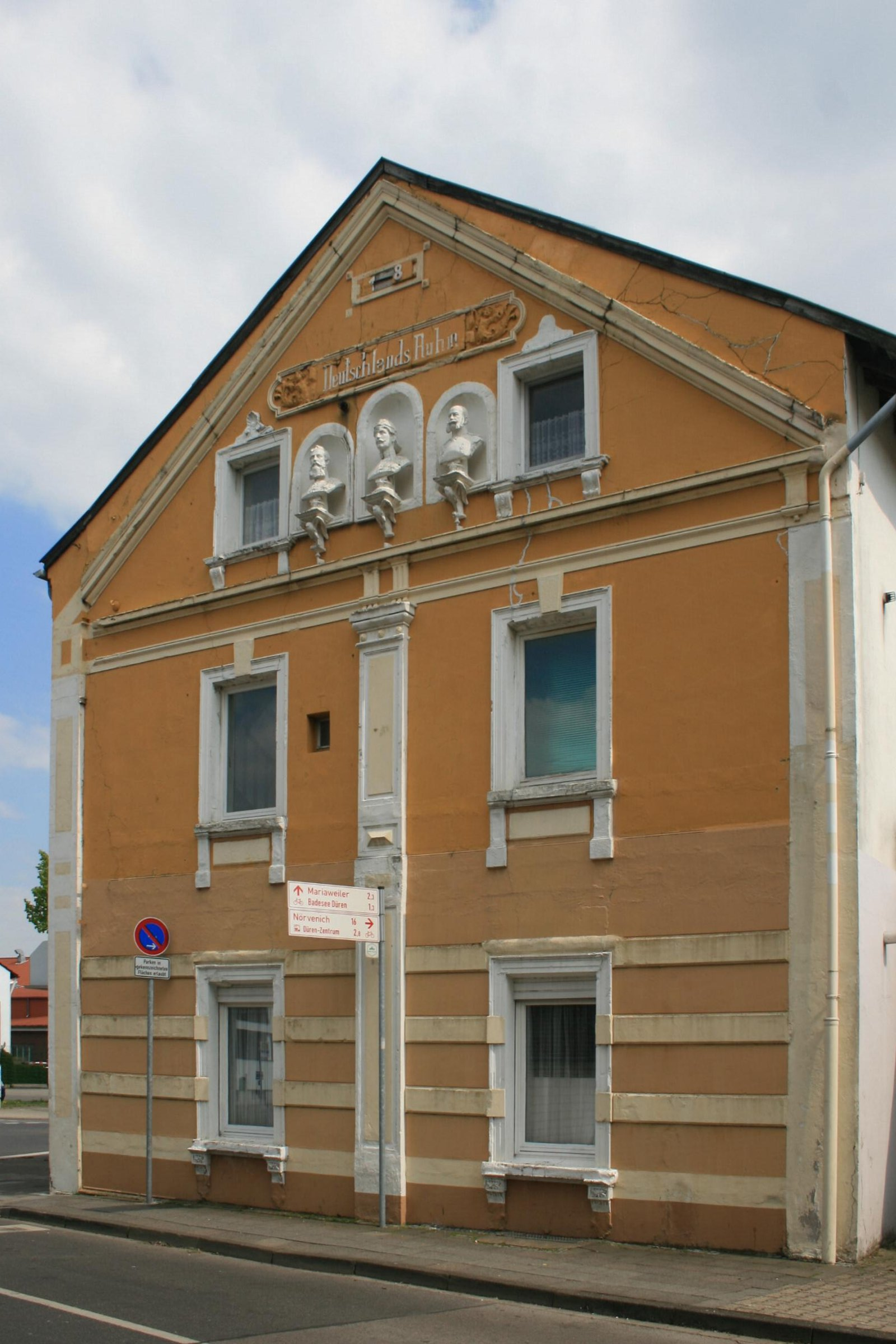

Das Wohnhaus Valencienner Straße 221 stehen im Dürener Stadtteil Gürzenich in Nordrhein-Westfalen an der Ecke Kommgartenweg. Es steht nur die Hausfassade unter Denkmalschutz.
Das Wohnhaus wurde nach einer inschriftlichen Datierung im Dreikaiserjahr 1888 erbaut. 
Das zweigeschossige Eckhaus hat eine traufseitige Backsteinfassade mit zweifarbiger Zierverklinkerung. Die Giebelfassade ist dreiachsig mit Stuckornamenten ausgebildet. Über dem Mittelpilaster im Giebelfeld sind drei rundbogige Nischen, auf Adlerkonsolen stehen Stuckbüsten der drei deutschen Kaiser Wilhelm I., Friedrich III. und Wilhelm II.
Das Bauwerk ist unter Nr. 1/074 in die Denkmalliste der Stadt Düren eingetragen. Obwohl das Haus eindeutig in Gürzenich steht, wurde es in der Denkmalliste der Stadt Düren nicht unter Gürzenich, sondern unter Düren eingetragen.